# De la Boëssière-Thiennes
De la Boëssière-Thiennes is een geslacht waarvan leden sinds 1938 tot de Belgische adel behoren.

## Geschiedenis
In 1539 en 1669 vond adelsbevestiging plaats voor leden van dit geslacht, in 1883 bevestiging van de Franse titel van markies voor Marc-Antoine de Boëssière-Lennuic. In 1867 verkreeg diens zoon Gaëtan de la Boëssière (1843-1931) in België vergunning om al bij het leven van zijn vader de titel van markies te voeren; in 1885 werd hij ingelijfd in de Belgische adel met de titel van markies overgaande bij eerstgeboorte en voor de overige mannelijke afstammelingen de titel van graaf. In 1885 kreeg de ingelijfde tevens de vergunning tot naamstoevoeging tot de la Boëssière-Thiennes, zijnde een afstammeling van de laatste graaf de Thiennes. In 1954 volgde motu proprio verlening van de titel van gravin aan de dochters geboren uit het huwelijk van Marc Antoine markies de la Boëssière-Thiennes (1911-1962) en Renée gravin Carton de Wiart (1918-2013). Met de laatst genoemde markies stierf het adellijke geslacht in mannelijke lijn uit.
De naam leeft voort in de kinderen van het echtpaar Janssen-de la Boëssière-Thiennes.

### Wapenbeschrijving
- 1867: Coupé, en chef de sable, au sautoir d'or, qui est de la Boëssière, en pointe d'or, à la bordure d'azur, à l'écusson d'argent, bordé d'azur, chargé d'un lion de gueules, couronné, armé et lampassé d'or, qui est de Thiennes. L'écu timbré de la couronne de marquis, et soutenu par deux sauvages de carnation, tenant chacun une massue abaissée. Devise: 'Qu'une voie tienne quoiqu'advienne'.
- 1885: Écartelé, au premier et quatrième de sable, au sautoir d'or, qui est de la Boëssière, au deuxième et troisième d'or, à la bordure d'azur, à l'écusson d'argent, bordé d'azur, chargé d'un lion de gueules, couronné et lampassé d'or, qui est de Thiennes. L'écu timbré de la couronne française de marquis pour le titulaire, et de la couronne de comte pour les autres descendants mâles. Tenants: deux sauvages de carnation, ceints et couronnés de fueillage, appuyés sur leur massue. Devise: 'Qu'une voie tienne quoiqu'advienne'.
- 1954: Gevierendeeld, één en vier van sabel, met een schuinkruis van goud, wat de la Boëssière is, twee en drie van goud, met een zoom van azuur, met een schildje van zilver, omboord van azuur, beladen met een leeuw van keel, gekroond en getongd van goud, wat de Thiennes is. Het schild getopt met een gravinnenkroon, en gehouden door twee wildemannen van vleeskleur, omgord en gekroond met gebladerte, leunend op hun knots. Wapenspreuk: 'Qu'une voie tienne, quoiqu'advienne' van sabel, op een losse band van zilver.

## Enkele telgen
Dr. Gaëtan markies de la Boëssière-Thiennes (1843-1931), lid van de Wetenschappelijke Raad van Brussel en van de beheerraad van de Katholieke Universiteit Leuven
- Antoine markies de la Boëssière-Thiennes (1873-1920)
  - Marc markies de la Boëssière-Thiennes (1911-1962), burgemeester van Lombise, lid van de Koninklijke Commissie voor Monumenten en Landschappen; trouwde in 1938 met Renée gravin Carton de Wiart (1918-2013), burgemeester van Lombise, dochter van prof. dr. Edmond graaf Carton de Wiart (1876-1959)
    - Elisabeth gravin  de la Boëssière-Thiennes (1939), laatste telg van het geslacht
    - Michèle gravin de la Boëssière-Thiennes (1944-1993); trouwde in 1965 met jhr. Eric Janssen (1933-2012), bankier en bestuurder, voorzitter van de Vrienden van het Théâtre National, administrateur van de Vrienden van Koninklijke Musea voor Schone Kunsten van België, telg uit het geslacht Janssen; de kinderen uit dit huwelijk verkregen in 2001 naamswijziging tot Janssen-de la Boëssière-Thiennes

### Adellijke allianties
- De Lannoy (1869), De la Grange (1908, Franse adel), Carton de Wiart (1938), Von Zebinsky (1962), Janssen (1965), De Limburg Stirum (1970), Massange de Collombs (1996)